# From Janet to Damita Jo: The Videos
 (février 2018).
Si vous disposez d'ouvrages ou d'articles de référence ou si vous connaissez des sites web de qualité traitant du thème abordé ici, merci de compléter l'article en donnant les références utiles à sa vérifiabilité et en les liant à la section « Notes et références ».

From Janet to Damita Jo: The Videos est une compilation de la chanteuse Janet Jackson.

## Titres
1. That’s The Way Love Goes
2. If
3. Again
4. Because Of Love
5. Any Time , Any Place
6. You Want This
7. Got ‘Til It’s Gone
8. Together Again
9. I Get Lonely
10. Go Deep
11. You
12. Every Time
13. Together Again (Deeper Remix)
14. All for You
15. Someone  To Call My Lover (So So Def Remix), avec Jermaine Dupri
16. Son Of A Gun (I Betcha Think This Song Is About You), avec Carly Simon & Missy Elliot
17. I Want You
18. All Nite (Don’t Stop)
19. Just A Little While (version Live pour Channel 4)